# アシリン
アシリン（英：Acyline（開発コードネームMER-104））は、ゴナドトロピン放出ホルモンアナログ（GnRHアナログ）およびゴナドトロピン放出ホルモン拮抗薬（GnRH拮抗薬）であり、販売されなかった。男性のゴナドトロピンとテストステロンのレベルを抑制することが示されている。アシリンはペプチドであり、通常は経口での活性はない。このため、皮下注射で投与されていた。